# Otan
Otan (perz. Utāna) je bio perzijski plemić i jedan od sedmorice Perzijanaca koji su 522. pr. Kr. pod vodstvom Darija Velikog svrgnuli uzurpatora Gaumatu. Nekoliko godina kasnije, Otan je osvojio grčki otok Samos i pripojio ga Perzijskom Carstvu.

## Politički život

### Svrgnuće Gaumate
U ožujku 522. pr. Kr. na perzijski tron stupa uzurpator Gaumata koji se predstavljao kao Smerdis, legitimni brat Kambiza II. koji je otprije tajno pogubljen. Nakon što je čuo za uzurpaciju prijestolja, Kambiz II. odlučio se vratiti iz pohoda protiv Egipta u Perziju da se obračuna s Gaumatom, no prilikom putovanja je umro što je omogućilo lažnom velikom kralju da vlada nekoliko mjeseci.
Prema grčkom povjesničaru Herodotu, budući kako je Otan bio brat Kambizove odnosno Smerdisove majke Kasandane, prvi je posumnjao u legitimnost lažnog kralja. Od svoje kćeri Fedimije koja je bila udata za Gaumatu saznao je kako je lažni Smerdis zapravo pripadnik medijske svećeničke kaste. Čuvši te vijesti, Otan je pozvao Aspatina i Gobriasa na raspravu o uzurpaciji perzijskog trona. Zajedno su odlučili pozvati još tri plemića: Hidarna Starijeg, Intafrena i Megabiza I., a dok su pravili planove priključio im se i sedmi član Darije I. (sin Histaspa). Darije ih je uvjerio kako ne smiju čekati već odmah krenuti u akciju, pa je lažni Smerdis ubijen 29. rujna 522. pr. Kr.
Behistunski natpisi također spominju kako je Otan sudjelovao u svrgnuću Gaumate, gdje se spominje i Otanov otac Θuxra. Njega Herodot pogrešno naziva „Farnasp“, no postoji mogućnost kako je Thukra zapravo nadimak koji znači „Crvenokosi“. Herodot dalje navodi kako su sedmorica urotnika protiv Gaumate raspravljali o budućnosti Perzijskog Carstva; Otan je navodno predložio da carstvo bude demokracija, Megabiz I. se zalagao za oligarhiju, dok je Darije I. tvrdio kako je monarhija najbolji oblik vladavine. Kada su na Darijevu stranu priklonila četvorica ostalih plemića, Darije I. proglašen je velikim kraljem. Otan i njegova obitelj dobili su povlašteni status:

„Od ovog dana, Otan i njegovi najbliži nastavljaju biti jedina slobodna obitelj u Perziji, a podvrgavaju se kralju samo ako tako odluče njeni članovi. Međutim, oni su dužni držati se perzijskih zakona kao i svi drugi.“

Ipak, ovo je Herodotova priča, no postoji mogućnost kako je Otan bio Darijev rival za perzijski tron. Tome u prilog idu mnogi elementi iz Herodotove priče: Otan je započeo zavjeru a Darije se priključio tek kasnije, a dvojica plemića ponudili su različite planove o tome treba li čekati sa svrgnućem Gaumate, te o obliku političkog sustava. Također, Otan je polagao veliko pravo na prijestolje budući kako je bio brat Kasandane, žene Kira Velikog, odnosno otac od Fedimije koja je bila žena Kambiza II., te kasnije lažnog Smerdisa. Darijevo pravo na prijestolje je pak temeljeno na činjenici kako je pripadao široj obitelji kraljevske dinastije Ahemenida.
Kao jedan od glavnih razloga Otanove pasivnosti pri imenovanju Darija I. za perzijskog kralja bila je pobuna u Babiloniji koja je izbila neposredno nakon inauguracije, te koja je prijetila stabilnosti u Perzijskom Carstvu. Ipak, Otan je odlučio ojačati veze s novim kraljem time što je Dariju ponudio ruku svoje kćeri Fedimije, koja je prethodno bila udata za Kambiza II. i lažnog Smerdisa. Kada ju je oženio Darije Veliki, njegova vlast postala je još legitimnijom, a Otan se istovremeno oženio Darijevom sestrom. Vjeruje se kako su bili roditelji Amestris, koja se udala za budućeg velikog kralja Kserksa.

### Osvajanje Samosa
O Darijevom povjerenju Otanu svjedoči i činjenica kako je imenovao svekra na mjesto satrapa Lidije, te ga zadužio za osvajanje grčkog otoka Samosa 517. pr. Kr. Samos je bio bez snažnog političkog vodstva jer je bivši lidijski satrap Oret pogubio njihovog vladara Polikrata. Povijesni izvori govore kako je novim vladarom Samosa postao Siloson, koji je bio odan Perzijskom Carstvu. Otan se kasnije ne spominje, no zna se kako je 513. pr. Kr. na mjesto satrapa Lidije imenovan Artafern Stariji, što znači kako je Otan najvjerojatnije umro prije tog datuma. Otanov sin Patifamfo služio je kao vozač Kserksovih bojnih kola prilikom njegovih ekspedicija protiv Grčke.

## Poveznice
- Perzijsko Carstvo
- Darije I. Veliki
- Smerdis
- Jonski ustanak
  - Dauris
  - Hijam

| Prethodnik:                  | Satrap Lidije (517. - 513. pr. Kr.) | Nasljednik:                            |
| Bageos (520. - 517. pr. Kr.) | Satrap Lidije (517. - 513. pr. Kr.) | Artafern Stariji (513. - 492. pr. Kr.) |

## Vanjske poveznice
- Otan (Otanes), Livius.org, Jona Lendering  Arhivirana inačica izvorne stranice od 17. ožujka 2009. (Wayback Machine)
- Otan (Otanes), AncientLibrary.com  Arhivirana inačica izvorne stranice od 31. listopada 2009. (Wayback Machine)
- Popis lidijskih satrapa (Livius.org, Jona Lendering)  Arhivirana inačica izvorne stranice od 6. ožujka 2009. (Wayback Machine)